# República Centroafricana en los Juegos Olímpicos de Sídney 2000
La República Centroafricana participó en los Juegos Olímpicos de Sídney 2000 en Australia. El Comité Olímpico de la República Centroafricana envió a un total de tres atletas (un hombre y dos mujeres) a los Juegos en Sídney, para competir en dos disciplinas deportivas.

## Atletas
La siguiente tabla muestra el número de atletas en cada disciplina:
| Deporte       | Hombres | Mujeres | Total |
| ------------- | ------- | ------- | ----- |
| Atletismo     | 1       | 1       | 2     |
| Tiro con arco | 0       | 1       | 1     |
| Total         | 1       | 2       | 3     |

## Atletismo

### Hombres
- Mickaël Conjungo - lanzamiento de disco - puesto: 34[2]

### Mujeres
- Marie-Joëlle Conjungo - 100 metros vallas - no avanzó[2]

## Tiro con arco
- Henriette Youanga - invidual - puesto: 63[3]